# Repeses
Repeses é uma localidade portuguesa do Município de Viseu que foi sede da extinta Freguesia de Repeses, freguesia que tinha 5,02 km² de área e 2 509 habitantes (2011), e, por isso, uma densidade populacional de 499,8 hab/km².
Criada em 1993, por desmembramento da freguesia de Ranhados, a Freguesia de Repeses foi extinta (agregada) em 2013, no âmbito de uma reforma administrativa nacional, tendo o seu território sido agregado ao da Freguesia de São Salvador, para formar uma nova freguesia denominada União das Freguesias de Repeses e São Salvador
, tendo esta denominação sido alterada oficialmente, apenas para Repeses e São Salvador em 2015.
Dista cerca de 3 km do centro de Viseu. O clima é bastante frio de Inverno e muito quente de Verão.
Uma parte dos seus habitantes vivem fundamentalmente da agricultura, enquanto outra se desloca para a cidade, a fim de trabalhar nos mais diversos locais empregadores de comércio.
Existem na localidade, vários cafés e alguns pequenos minimercados, existindo uma grande superfície comercial à saída para Coimbra.
Os transportes públicos são muito constantes e abundantes.
Não existe nenhum médico, nem qualquer profissional de enfermagem. O Centro de saúde que serve esta localidade, situa – se em Jugueiros, que dista 1 km e que se encontra aberto ao fim-de-semana para casos de urgência até às 20 horas.
No que diz respeito à educação, existe uma escola do 1.°C.E.B. com quatro salas, um Jardim de Infância, uma C+S 2,3 e um Instituto Politécnico.
O nível sócio-cultural é também bastante razoável, mas nesta localidade não existe nenhuma biblioteca Pública. É o jardim de infância e a escola do 1º ciclo, que têm vindo a promover uma certa dinamização e gosto pelo recreio, na freguesia existe o Clube de Futebol "Os Repesenses" (https://web.archive.org/web/20160304003605/http://www.osrepesenses.com/), que dá todo o apoio desportivo à escola.
A nível local, a rede sanitária é bastante boa.
Sendo no passado, um arrabalde de vincada influência rural, transformou-se, a pouco e pouco, num dormitório da cidade de Viseu. Hoje, Repeses está integrada no perímetro urbano da cidade e vem-se transformando com a construção de modernos bairros residenciais, com os respectivos e florescentes locais de comércio, que a tornam, do neste aspecto, quase autónoma. O crescimento do Campo do Instituto Politécnico de Viseu, aliado ao rasgar de novas ruas e avenidas e ao aparecimento de novos bairros, tudo aponta para um crescente desenvolvimento de toda esta zona.
Em termos populacionais, a maioria dos residentes trabalha em Viseu. Devido à proximidade das instalações do Politécnico, são muitos os jovens de ambos os sexos residentes nas zona, ocupando habitações alugadas, sendo esta uma população anualmente flutuante, mas dando origem a um grande movimento quer diurno, quer nocturno.
Também é de notar que esta localidade está em constante movimento e alargamento, devido às grandes construções que se estão a proceder, devido à enorme vivacidade e capacidade de visão do seu povo.

## População
| 2001  | 2011  |
| 2 040 | 2 509 |

Criada pela Lei nº 17-A/93, de 11 de Junho, com lugares desanexados da freguesia de Ranhados
1. ↑  Diário da República, 1.ª Série, n.º 19, Lei n.º 11-A/2013 de 28 de janeiro (Reorganização administrativa do território das freguesias). Acedido a 31 de Agosto de 2015.
2. ↑  Assembleia da República. «Lei n.º 43/2015, de 4 de junho» (PDF). Diário da República eletrónico. Consultado em 31 de Agosto de 2015
3. ↑  Instituto Nacional de Estatística (Recenseamentos Gerais da População) - https://www.ine.pt/xportal/xmain?xpid=INE&xpgid=ine_publicacoes